# Избори за председника Аустрије 2004.
Избори за председника Аустрије 2004. су били 11. председнички избори за председника Аустрије који су одржани 25. априла 2004. За изборе су се кандидовала два кандидата. Победник је био Хајнц Фишер кога је предложила опозицијска Социјалдемократска партија Аустрије (SPÖ). Победио је Бениту Фереро-Валднер која је била министар спољних послова у конзервативној коалицији коју је предводила Аустријска народна странка (ÖVP).

## Изборни резултати
Резултати председничких избора у Аустрији 2004.
| Укупно важећих гласова                                    | Укупно важећих гласова | 4.136.016 | 100 |
| Неважећих гласова                                         | Неважећих гласова      | 182,423   | 4,2 |
| Извор: Резултати председничких избора у Аустрији од 1951. |                        |           |     |

- Од 6.030.982 регистрованих гласача на изборе је изашло 71,60%

Излазност од малко више од 70% се сматра малом излазношћу за аустријске стандарде.
На парламентарним изборима 2002. конзервативне партије (SPÖ и  су освојиле 52% гласова, док су SPÖ и Зелена странка освојиле 46%. На овим изборима многи конзервативни гласачи нису изашли на изборе и ово, заједно са Фишеровом великом личном популарношћу, су главни разлози за мали број гласова које је Фереро освојила.

## Предизборна кампања
Предизборна кампања је почела у јануару 2004. године када су Ферео-Валднер и Фишер најавили да ће се кандидовати за председника Аустрије. Неколико других кандидата је такође најавило да ће се кандидовати, али нису били подржани од стране неке велике странке, њихове кампање нису биле примећене од стране медија, а нису успели ни да сакупе 6.000 потписа који ће подржати њихову кандидатуру.
Пре кампање ÖVP и SPÖ су се договориле о „Пакту праведности“, који ће надгледати савез троје који се састоји од троје људи, коју је предводио Лудвиг Адамович, бивши шеф Уставног суда.
Први приговор овом савезу је уложио SPÖ који је тврдио да је ÖVP украо један од њихових слогана. Савез је одлучио да то није фер према стандардима заједнице, али да није забрањено према пакту праведности. Обе партије су ову одлуку поздравили као победу своје стране. Касније су обе стране жалиле да друга страна даје и представља материјалне вредности (углавном чоколаду) на митинзима. Савез је одбио да прихвати те тврдње. Остале жалбе (рекламе током договрене пауте током Ускрса, рушење и уништавање изборних постера) су повучене.
Фишерова кампања је хвалила његово искуство као председника парламента, његове експертизе из уставног права, као и доказану способност да преговара компромисе. Ферео је у својој кампањи изјављивала да као посвећени социјалиста, Фишер можда неће увек показивати неутралност која се захтева од председника.
Ферерина кампања је истицала њене међународне везе, као и познавање многих језика (шпански, француски, енглески, италијански). Такође је истицала и њен наступ као министра спољних послова у време санкција које је Европска унија увела Аустрији. У Фуишеровој кампањи су тврдили да је Фереро као министар спољних послова правила много грешака и изразили су бојазан да конзервативни председник неће донети неопходну противтежу конзервативној влади.
На почетку кампање, анкете су показивалу разлику од 15% у корист Фишера. Током кампање Ферео је смањила ову разлику, али анкете никада нису показале вођство за Фереру.

## Последице избора
Хајнц Фишер је постао 11. председник у историји Аустрије и 8. који је изабран на слобоним, демократским изборима. После победе на председничким изборима 2010. још увек обавља дужност председника Аустрије.